# Synewyr
Der Synewyr (ukrainisch Синевир, russisch Синевир Sinewir, polnisch Synewyr) ist ein Bergsee im ukrainischen Synewyr-Nationalpark in den Waldkarpaten.

## Geographie
Der See ist eines der Ramsar-Gebiete der Ukraine und mit einer Oberfläche von 4,5 bis 7,5 Hektar ist er der größte See in den ukrainischen Karpaten.
Der See liegt auf 989 m Höhe nahe den Dörfern Swoboda und Synewyrska Poljana im Rajon Chust der Oblast Transkarpatien.
Der Wasserstand des Sees, der sich aus Regen- und Schmelzwasser sowie aus drei Gebirgsbächen speist, schwankt ständig: Während der Regenzeit und zur Schneeschmelze ist er sehr hoch, während er im Winter stark zurückgeht. Die Amplitude der Schwankungen des Wasserspiegels erreicht 4 bis 4,5 m, demzufolge sich auch die Oberfläche des Sees entsprechend ändert. Seine mittlere Tiefe beträgt 8,1 m, seine maximale Tiefe beträgt 18 bis 23,5 m.
Das Wasser des Sees ist klar und sauber und hat, auf Grund seiner spezifischen Lage, seiner Tiefe und der Nähe zu den Bergen eine konstante Temperatur + 11 °C.
Seine Ufer sind von Wald gesäumt, Wasserpflanzen finden sich nur entlang des Küstenstreifens. Aus dem See fließt ein kleiner Bach zur Tereblja ab.
Der See, der die Form eines unregelmäßigen Vierecks hat, besitzt in seiner Mitte eine Insel von wenigen Quadratmetern, die jedoch bei hohem Wasserstand im See verschwindet. Da diese Insel wie die Pupille eines Auges wirkt, wird der See auch Blue Eye genannt. Derzeit steht auf der Insel eine 13 m hohe, geschnitzte Mahagoni-Skulptur.

## Fauna
Zur Fischfauna des Sees zählen die Regenbogenforelle, die Groppe und die Sibirische Groppe sowie die Elritze und Forellenunterarten. In der Ukraine selten vorkommende Arten sind zudem die Europäische Äsche und der Edelkrebs, eine Flusskrebsart. Graureiher besuchen den See auf Nahrungssuche.

## Galerie

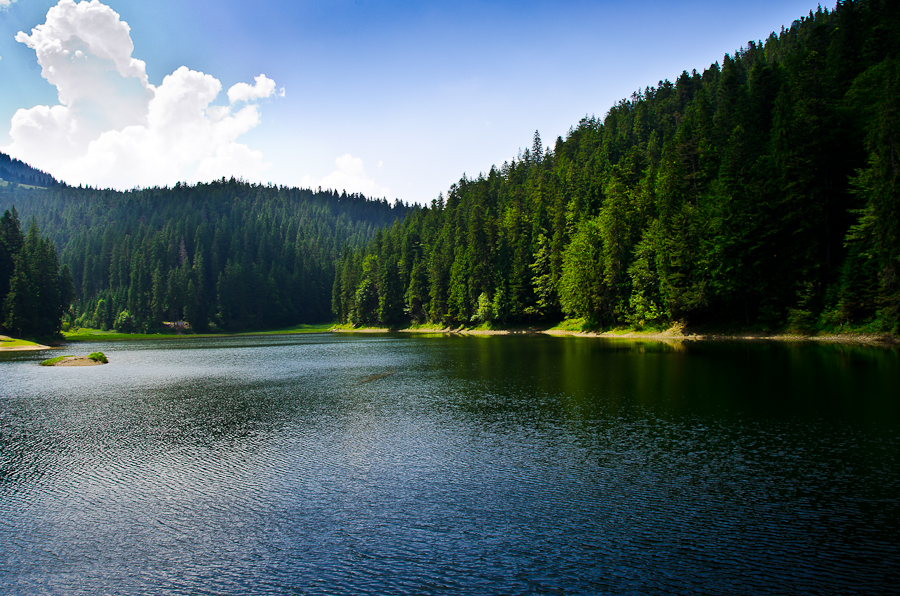
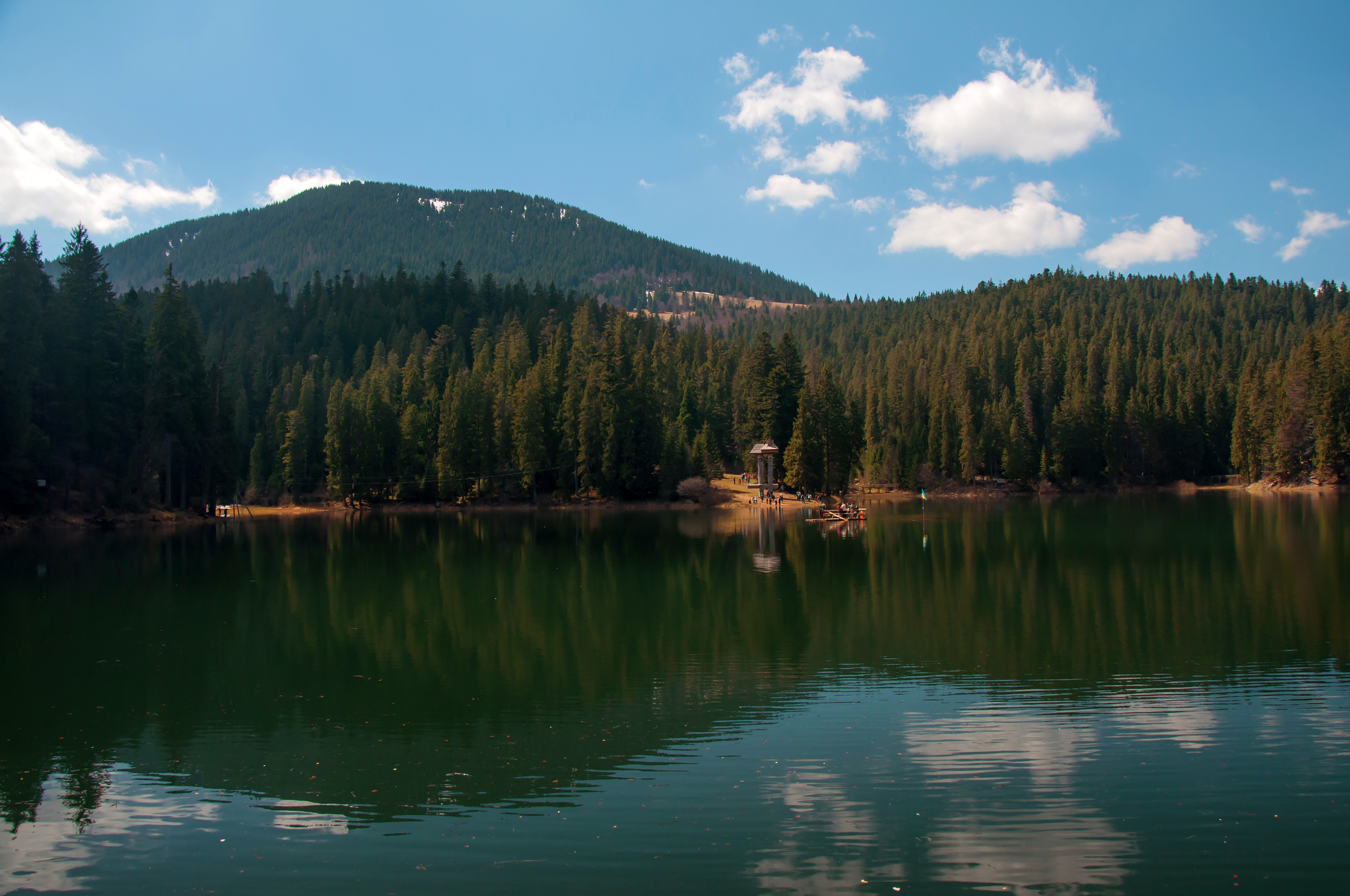
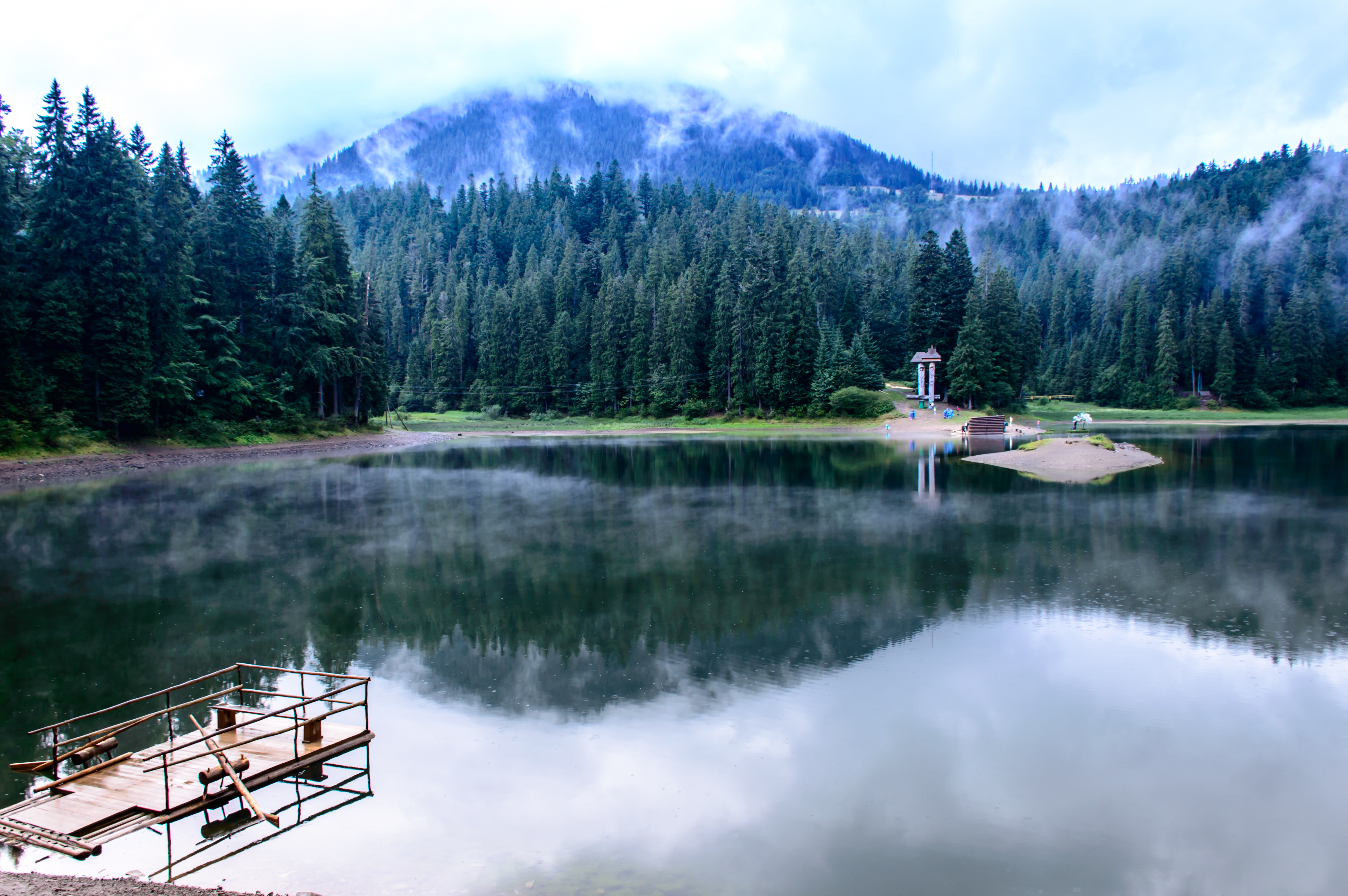